# Katherine McNamara
Pour les articles homonymes, voir McNamara.
Katherine McNamara est une actrice et chanteuse américaine, née le 22 novembre 1995 à Kansas City (Missouri). 
Elle est notamment connue pour le rôle de Sonya dans la trilogie Le Labyrinthe, Clary Fray dans la série télévisée Shadowhunters ainsi que Mia Smoak Queen dans les séries Arrow et The Flash

## Biographie

### Enfance
Katherine McNamara est née à Kansas City dans le Missouri, fille unique, elle a grandi dans la ville de Lee's Summit dans le Missouri. 
Surdouée dans plusieurs matières à l'école, elle a été obligée de suivre certains cours à domicile et a obtenu son diplôme d'études secondaires à l'âge de 14 ans. À l'âge de 17 ans, elle obtient un baccalauréat universitaire en sciences en administration des affaires avec summa cum laude (« avec la plus haute louange ») à l'université Drexel de Philadelphie. En 2015, elle étudiait à l'université Johns-Hopkins de Baltimore pour obtenir une maîtrise universitaire des sciences en économie appliquée.

### Carrière
Katherine McNamara a commencé sa carrière en jouant des petits rôles dans des films ou dans divers séries comme New York, unité spéciale ou Drop Dead Diva. Puis en 2011, elle rejoint la distribution du spin-off en série télévisée de la trilogie High School Musical, intitulé Madison High. Malheureusement après le tournage du pilote, la chaîne décide de ne pas retenir le projet. En 2012, elle commence à se faire connaître en jouant dans le téléfilm Skylar Lewis : Chasseuse de monstres diffusé sur Disney Channel.
En 2014, elle décroche son premier rôle principal à la télévision en interprétant Harper Munroe dans la série télévisée de MTV, Happyland. Mais après une saison de huit épisodes, la série est annulée par la chaine en raison des audiences décevantes.
En 2015, elle est à l'affiche de l'adaptation du deuxième volet de la série littéraire L'Épreuve de James Dashner, intitulée Le Labyrinthe : La Terre brûlée. Dans le film, elle interprète Sonya, l'une des leaders du groupe B. Elle fait également une brève apparition dans le troisième volet de la saga, Le Labyrinthe : Le Remède mortel. La même année, elle joue aussi dans la troisième saison de la série The Fosters.
Depuis 2016, elle joue Clary dans l'adaptation en série télévisée de la série littéraire La Cité des ténèbres de Cassandra Clare, intitulée Shadowhunters, diffusée sur Freeform et sur Netflix en France.
Après avoir chanté pour la bande originale de certains de ces films, elle lance en 2017 sa carrière musicale solo en signant chez la maison de disque Quantum Flood. Elle sort son premier single Ember, le 4 août 2017.
En 2018, elle rejoint ensuite la distribution de la saison 7 de la série Arrow dans le rôle de Mia Smoak Queen / Green Arrow II, la fille de Felicity Smoak et Oliver Queen, une combattante de rue et voleuse de Star City.
En mars 2022, il a été annoncé qu'elle a été choisie pour le rôle principal féminin dans la série Walker: Independence, spin-off de la série Walker, sur The CW avec Jared Padalecki en tant que producteur exécutif et Anna Fricke (en) en tant que showrunner,. Elle incarnera Abby Walker, l'ancêtre du Cordell Walker aux côtés de Matt Barr pour le rôle principal masculin, l'histoire se déroulera à la fin des années 1800. 

## Filmographie

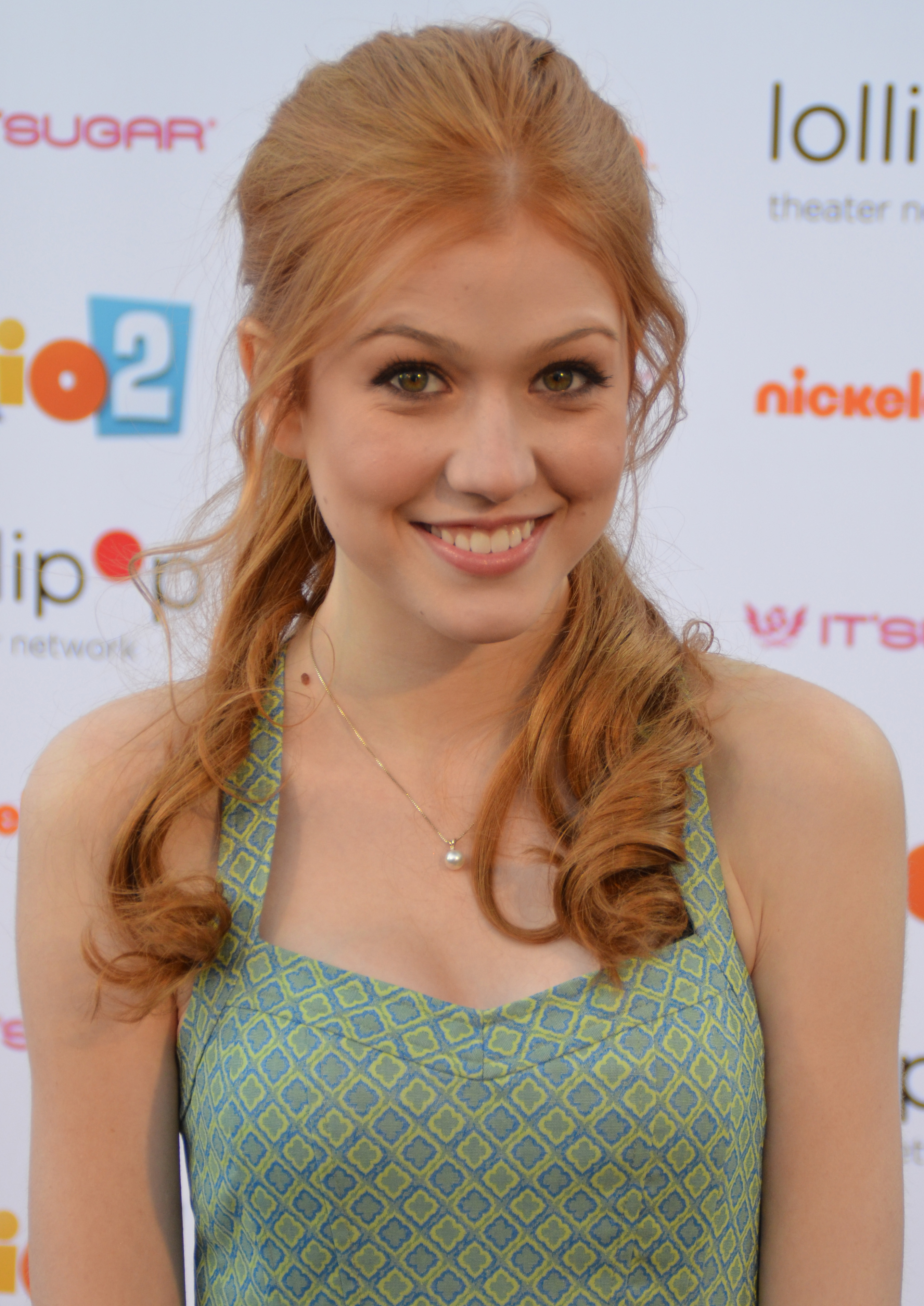
Katherine McNamara en avril 2015.

### Cinéma

#### Films
Note : Certains films ont été diffusés seulement en festivals puis à la télévision ou dans certaines régions.
- 2008 : Au cœur du haras (All Roads Lead Home) de Dennis Fallon : Fair Goer (non-créditée)
- 2009 : Sam Steele and the Junior Detective Agency de Tom Whitus : Emma Marsh
- 2011 : Sam Steele and the Crystal Chalice de Tom Whitus : Emma Marsh
- 2011 : Happy New Year (New Year's Eve) de Garry Marshall : Lily Bowman
- 2012 : Last Ounce of Courage (en) de Darrel Campbell et Kevin McAfee : Caroler
- 2014 : Tom Sawyer & Huckleberry Finn de  Jo Kastner : Becky Thatcher
- 2015 : A Sort of Homecoming (en) de Maria Burton : Rose
- 2015 : Le Labyrinthe : La Terre brûlée (Maze Runner: The Scorch Trials) de Wes Ball : Sonya
- 2016 : Natural Selection (en) de Chad L. Scheifele : Paige Thomas
- 2016 : Is That a Gun in Your Pocket? (en) de Matt Cooper : Sandy Keely
- 2018 : Le Labyrinthe : Le Remède mortel (Maze Runner: The Death Cure) de Wes Ball : Sonya
- 2019 : Assimilate de John Murlowski : Hannah
- 2021 :  Untitled Horror Movie de Nick Simon : Chrissy
- 2021 :  TRUST de Brian DEcubellis : Amy
- 2021 : Finding you de Brian Baugh : Taylor Risdale
- 2022 : Love, Classified de Stacey N. harding  : Taylor Bloom
- 2022 : Sugar de Vic Sarin : Chloe
- 2023 : Fool's Paradise de Charlie Day
- 2024 : Péril sur l'avion présidentiel (Air Force One Down) de James Bamford : Agent Allison Miles (Téléfilm)

#### Courts métrages
- 2007 : The Bride & the Groom de Jason Hunt : Invitée du mariage
- 2010 : Get Off My Porch de Patrick Rea : Mary
- 2010 : The Nuclear Standard  de  Evan Thies et Grant Babbitt : Penny

### Vidéo
- 2008 : Matchmaker Mary de Tom Whitus : Mary Carver
- 2011 : Last Will de Brent Huff : Invitée du mariage (non-créditée)
- 2014 : Tom Sawyer and Huckleberry Finn de Jo Kastner : Becky Thatcher
- 2015 : Monsterville : Le Couloir des horreurs (R.L. Stine's Monsterville: The Cabinet of Souls) de Peter DeLuise : Lilith
- 2016 : Le Trésor de Whittmore (Little Savages) de Paul Tomborello : Tiffany

### Télévision
| Année     | Titre                                | Rôle                                              | Notes                                                            |
| --------- | ------------------------------------ | ------------------------------------------------- | ---------------------------------------------------------------- |
| 2011      | New York, unité spéciale             | Jasmine                                           | Au-dessus des lois (saison 12, épisode 15)                       |
| 2011      | 30 Rock                              | Meagan (non-créditée)                             | TGS n'aime pas les femmes (saison 5, épisode 16)                 |
| 2011      | Drop Dead Diva                       | Ann Logan                                         | Tu ne Voleras Point (saison 3, épisode 11)                       |
| 2011      | Madison High                         | Cherry O'Keefe                                    | Pilote non diffusé                                               |
| 2012      | Glee                                 | Bunhead #1                                        | Fashion in the city (saison 4, épisode 3)                        |
| 2012      | Skylar Lewis : Chasseuse de monstres | Myra Santelli                                     | Téléfilm                                                         |
| 2012      | Sketchy                              | Iris                                              | This Is 14 (saison 2, épisode 19)                                |
| 2012-2013 | Tatami Academy                       | Claire                                            | Personnage récurrent (saison 2 et 3)                             |
| 2013      | The Surgeon General                  | Lily Sherman                                      | Téléfilm                                                         |
| 2013      | Touch                                | Evie Woods                                        | Trajectoires (saison 2, épisode 8)                               |
| 2013      | Jessie                               | Bryn Breitbart                                    | 2 épisodes (saison 2)                                            |
| 2013      | L'Heure de la peur                   | Jodanna                                           | Worry Dolls (saison 3, épisode 18)                               |
| 2013      | Contest                              | Sarah O'Malley                                    | Téléfilm                                                         |
| 2013      | Les Thunderman                       | Tara Campbell                                     | Le Dîner (saison 1, épisode 3)                                   |
| 2014      | Workaholics                          | Haley                                             | Beer Heist (saison 4, épisode 8)                                 |
| 2014      | Les Experts                          | Angela Ward/Tangerine                             | Sexe, drogue et meurtres (saison 14, épisode 17)                 |
| 2014      | Unforgettable                        | Carrie Wells jeune                                | Une affaire de jeunesse (saison 2, épisode 13)                   |
| 2014-2016 | Transformers: Rescue Bots            | Priscilla Pynch (voix)                            | 3 épisodes (saison 2) 1 épisode (saison 3) 2 épisodes (saison 4) |
| 2014      | Happyland                            | Harper Munroe                                     | Rôle principal                                                   |
| 2014      | Le Cauchemar d'une mère              | Jackie                                            | Téléfilm                                                         |
| 2015      | The Fosters                          | Kat                                               | 3 épisodes (saison 3)                                            |
| 2016-2019 | Shadowhunters                        | Clarissa « Clary » Fray / Fairchild / Morgenstern | (Rôle principal, 55 épisodes)                                    |
| 2016      | The Fosters                          | Kat                                               | 1 saison (saison 3)                                              |
| 2016      | Égarement coupable                   | Lizzy                                             | Téléfilm                                                         |
| 2016      | The Grinder                          | Ginger                                            | From the Ashes (saison 1, épisode 17)                            |
| 2018-2020 | Arrow                                | Mia Smoak Queen / Blackstar / Green Arrow II      | Rôle récurrent (saison 7) et principal (saison 8) - 20 épisodes  |
| 2019      | Supergirl                            | Mia Smoak Queen / Blackstar / Green Arrow II      | 1 épisode (saison 5)                                             |
| 2019      | Batwoman                             | Mia Smoak Queen / Blackstar / Green Arrow II      | 1 épisode (saison 1)                                             |
| 2019-2021 | Flash                                | Mia Smoak Queen / Blackstar / Green Arrow II      | 1 épisode (saison 6) 1 épisode (saison 8)                        |
| 2020      | Le Fléau                             | Julie Lawry                                       | Rôle récurrent                                                   |
| 2022      | Walker: Independence                 | Abby Walker                                       | Rôle principal                                                   |

## Discographie

### Singles
- 2017 : Ember
- 2017 : Glass Slipper
- 2020 : Just Like James
- 2020 : What Do We Got To Lose
- 2020 : Making a Monster Out Of Me

### Bandes-originales
- 2012 : Had Me @ Hello (avec Olivia Holt et Luke Benward, pour la bande-originale du téléfilm Skylar Lewis : Chasseuse de monstres)
- 2013 : Chatter (pour la bande-originale du téléfilm Contest)
- 2015 : Wait For You (pour la bande-originale du film A Sort of Homecoming)
- 2016 : My Heart Can Fly (pour la bande-originale du film Little Savages)

### Clip-vidéo
- 2013 : Chatter

## Voix francophones
En France, Katherine McNamara est régulièrement doublée par Cindy Tempez.